# Soma (neurología)
El soma es el cuerpo celular de la neurona, el cual contiene el núcleo rodeado por el citoplasma o pericarion, en el cual se hallan diferentes tipos de orgánulos:
- Los cuerpos de Nissl, que son condensaciones de  retículo endoplasmático rugoso (RER); con ribosomas asociados (responsables de la síntesis proteica); también aparecen ribosomas en disolución en el citosol y polirribosomas.
- Un retículo endoplasmático liso (REL).
- Se encuentra el citoesqueleto formado por neuro fibrillas hechas de filamentos intermedios y microtúbulos que participan en el movimiento de materiales entre el cuerpo y el axón
- Un aparato de Golgi prominente (que empaqueta material en vesículas para su transporte a distintos lugares de la célula);
- Numerosas mitocondrias.[1]